# Елпачихинское сельское поселение
Елпачихинское сельское поселение — упразднённое муниципальное образование, входившее в состав Бардымского муниципального района Пермского края. Административный центр — село Елпачиха.
Образовано в ноябре 2004 года в результате реформы местного самоуправления. В ноябре 2019 года упразднено путём включения в состав Бардымского муниципального округа.

## Население
По данным переписи 2010 года численность населения составила 1943 человека, в том числе 907 мужчин и 1036 женщин.
В 2005 году численность населения составляла 2200 человек.

## Населённые пункты
| Название    | Тип населённого пункта       | Население, 2010 год | Почтовый индекс | ОКАТО          |
| ----------- | ---------------------------- | ------------------- | --------------- | -------------- |
| Елпачиха    | село, административный центр | 1341                | 618 168         | 57 204 819 001 |
| Усть-Тунтор | деревня                      | 277                 | 618 161         | 57 204 819 004 |
| Искирь      | деревня                      | 209                 | 618 168         | 57 204 819 002 |
| Конюково    | деревня                      | 116                 | 618 161         | 57 204 819 003 |